# Berri (Einheit)
Die Berri war ein türkisches Längenmaß und bezeichnete eine Meile.
Das Maß war eine weitere Landmeile neben dem Agatsch und wird mit unterschiedlichen Maßen angegeben.
- 1 Berri = 1475,576 Meter oder = 1666,667 Meter[1]
- 75,3 oder 66 ⅔ Berri auf 1 Meridiangrad[2]
- 4 2/5 Berri = 1 Meile (deutsche oder geographische)[3]
- 3 Berri = 1 Agatsch = 5001 Meter[4]

Das Maß wurde auch als Quadrat-Berri genutzt.
- 1 Quadrat-Berri = 2,778889 Quadratkilometer
  - Rückschluss: 1 Quadratkilometer = 0,359856 Quadrat-Berri[4]